# Calanthe carrii
Calanthe carrii là một loài thực vật có hoa trong họ Lan. Loài này được Govaerts mô tả khoa học đầu tiên năm 1999.